# Jonathan Alexis Pérez
Jonathan Alexis Pérez (Minas, Lavalleja, Uruguay; 11 de noviembre de 1986) es un futbolista uruguayo que juega como mediocampista y su pierna hábil es la zurda. Ha jugado en clubes de su país y en Colombia, en 2011 volvió a su país para jugar en Bella Vista.

## Clubes[2]
| Club                                   | País     | Año         |
| -------------------------------------- | -------- | ----------- |
| Montevideo Wanderers                   | Uruguay  | 2007 - 2009 |
| Bella Vista                            | Uruguay  | 2009 - 2011 |
| Deportes Tolima                        | Colombia | 2011        |
| Bella Vista                            | Uruguay  | 2011 - 2012 |
| Centro Atlético Fénix                  | Uruguay  | 2012 - 2013 |
| Club Social y Deportivo Villa Española | Uruguay  | 2014 - 2015 |
| Racing Club de Montevideo              | Uruguay  | 2016 - 2017 |